# Costarainera
Costarainera (Costarainea, Costarainêa o a Costarainea in ligure, Costa di Raineii nella versione locale) è un comune italiano di 763 abitanti della provincia di Imperia in Liguria.

## Geografia fisica

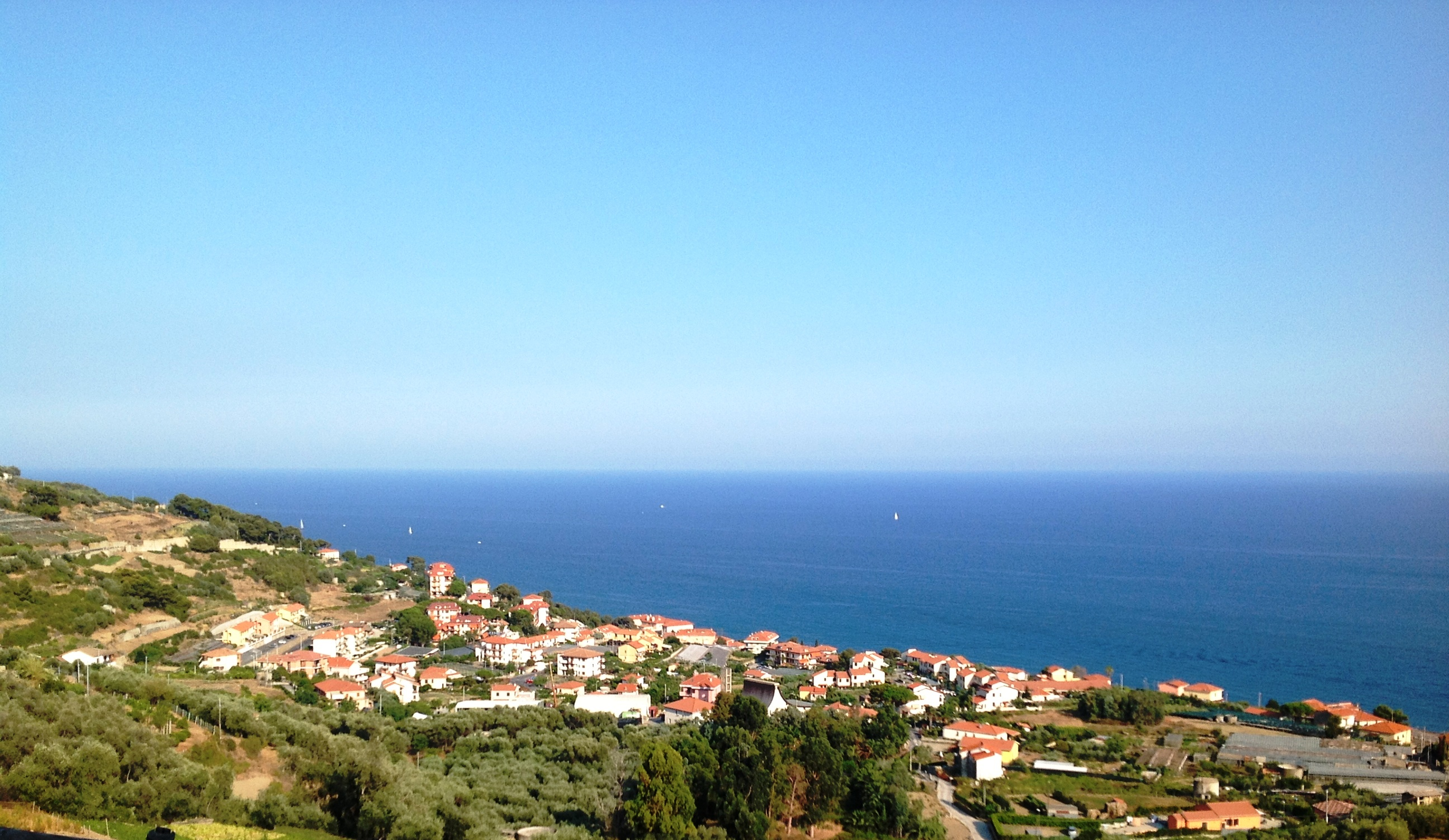
Immagine panoramica del territorio costenghe

Il piccolo comune si trova in un'ottima posizione geografica, posto su un colle a mezza costa di faccia al mare ad un'altitudine di 240 m s.l.m. e dista dal capoluogo soli 12 km.
Grazie al riparo dai venti di Tramontana offertale dal monte Saccarello, al riparo di molte perturbazioni che si scontrano sul monte Faudo a nord ovest del borgo, e all'azione del vicino mar Ligure, Costarainera gode di un microclima particolarmente salubre ed assolato. Proprio per questo venne edificato ai primi del Novecento poi fondato un ospedale elioterapico, rinomato fino ad un paio di decenni fa a livello nazionale.
Costarainera è divisa tra il borgo antico in collina e la zona moderna (regione Paorelli) che si trova sul mare. Nella regione Paorelli, ora prevalentemente diventata residenziale-turistica, per il clima mite si è sviluppata prima la viticoltura e poi la floricoltura. Dalla sommità della regione Paorelli si può ammirare un panorama del mar Ligure e dal punto di osservazione più alto (nel quale è situata un'antica torre di avvistamento) nelle mattinate limpide invernali si può vedere la Corsica, i monti della Toscana e la Provenza fino a Cap Camarat.

## Origini del nome
Il toponimo del luogo deriva dall'antico possedimento che fu fondato intorno al XIII secolo della famiglia Raineri e che assunse inizialmente la denominazione di Costa dei Raineri, poi tramutato nei secoli in Costa Rainera e nell'attuale forma di Costarainera.

## Storia

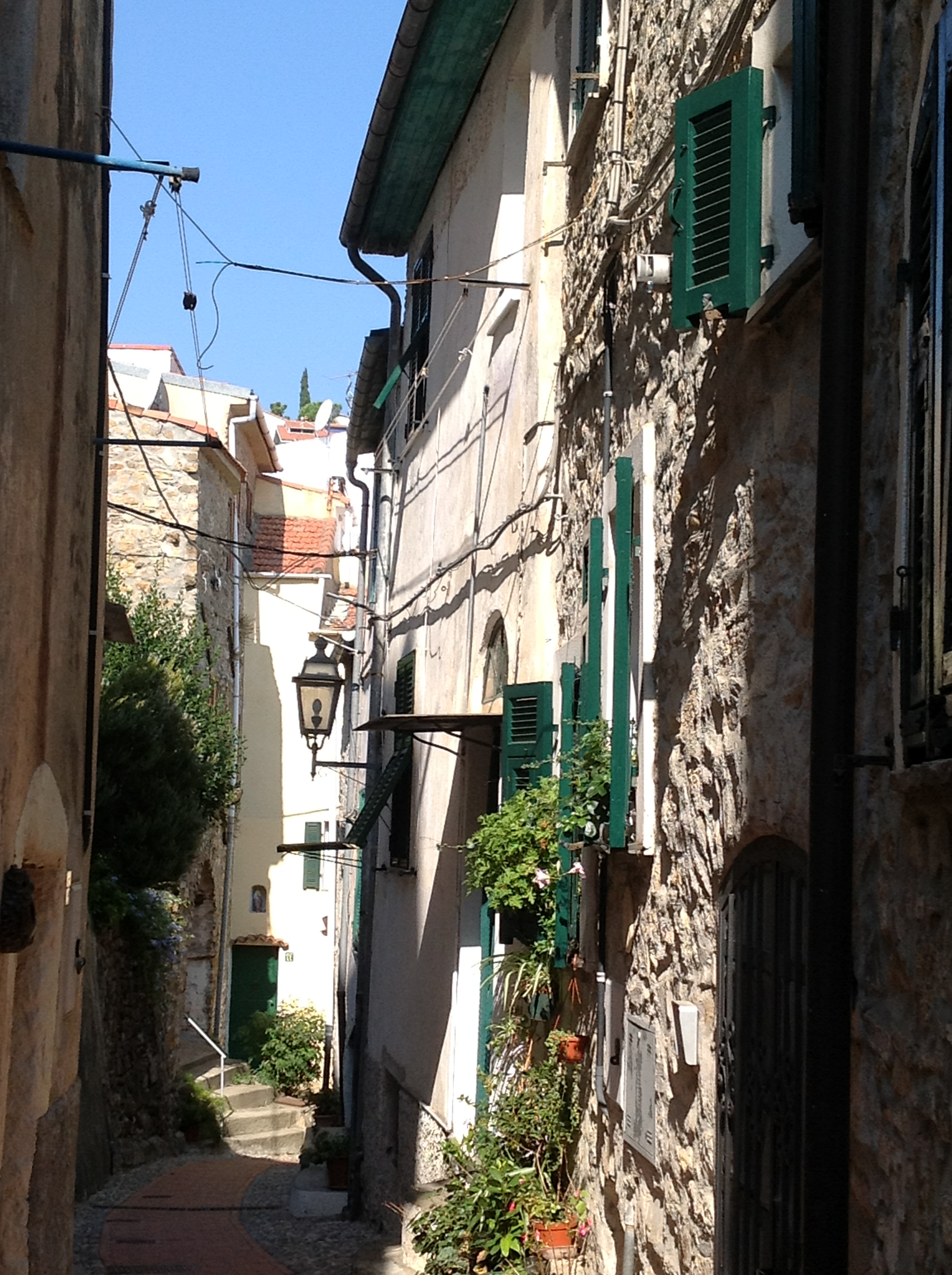
Scorcio del centro storico di Costarainera

Anticamente l'odierno territorio comunale fu diviso in due aree che fu amministrato nella parte più orientale dalla famiglia della Lengueglia, e quindi assoggettato alla comunità di Lingueglietta, mentre la restante parte occidentale alla comunità di Cipressa; quest'ultima legata al capitaneato di Porto Maurizio, nella Repubblica di Genova. Quale "terra di confine" tra due importanti realtà amministrative e politiche, il territorio di Costarainera fu spesso al centro di controversie legate ai confini e ai possedimenti; al 1467 risale, infatti, una sua prima citazione (villam Raineriorum) in una vertenza di confini. E la stessa urbanistica del sempre più nascente nucleo constengo si sviluppò, nei secoli, verso le principali direttrici confinanti quali Lingueglietta, a nord, Cipressa, a est, e San Lorenzo al Mare verso sudovest.
Nella seconda metà del XVI secolo fu interessato da razzie e danneggiamenti dei pirati saraceni.
Una divisione del territorio che, di fatto, perdurò fino e oltre alla dominazione napoleonica di fine XVIII secolo. Nel 1797 furono create le due municipalità di Costarainera Orientale e di Costarainera Occidentale: la prima inserita nel cantone di Lingueglietta, la seconda nel cantone di Santo Stefano ed entrambi assoggettati nella giurisdizione degli Ulivi (capoluogo Porto Maurizio). Un primo accorpamento delle due distinte municipalità avvenne con la riforma amministrativa del 1802 della Repubblica Ligure, con la creazione del comune di Costarainera inserito nel cantone di Porto Maurizio della giurisdizione degli Ulivi (capoluogo Oneglia). Dal 1805, con il passaggio della Repubblica Ligure nel Primo Impero francese, rientrò nel cantone di Santo Stefano del circondario di Porto Maurizio del Dipartimento di Montenotte.
Nel 1815 fu annesso al Regno di Sardegna, dopo il congresso di Vienna del 1814, a seguito della caduta di Napoleone Bonaparte. Facente parte del Regno d'Italia dal 1861, dal 1859 al 1926 il comune di Costarainera fu compreso nel V mandamento di Santo Stefano al Mare del circondario di Sanremo facente parte della provincia di Nizza (poi provincia di Porto Maurizio e, dal 1923, di Imperia).
Nel 1928 fu soppresso e aggregato al comune di Cipressa e solamente nel 1954 riottenne una propria autonomia amministrativa.
Dal 2015 al 2024 ha fatto parte dell'Unione dei comuni della Valle del San Lorenzo.

### Simboli
Stemma
Gonfalone

Lo stemma e il gonfalone sono stati concessi con decreto del presidente della Repubblica n. 3475 del 6 agosto 1988.

## Monumenti e luoghi d'interesse

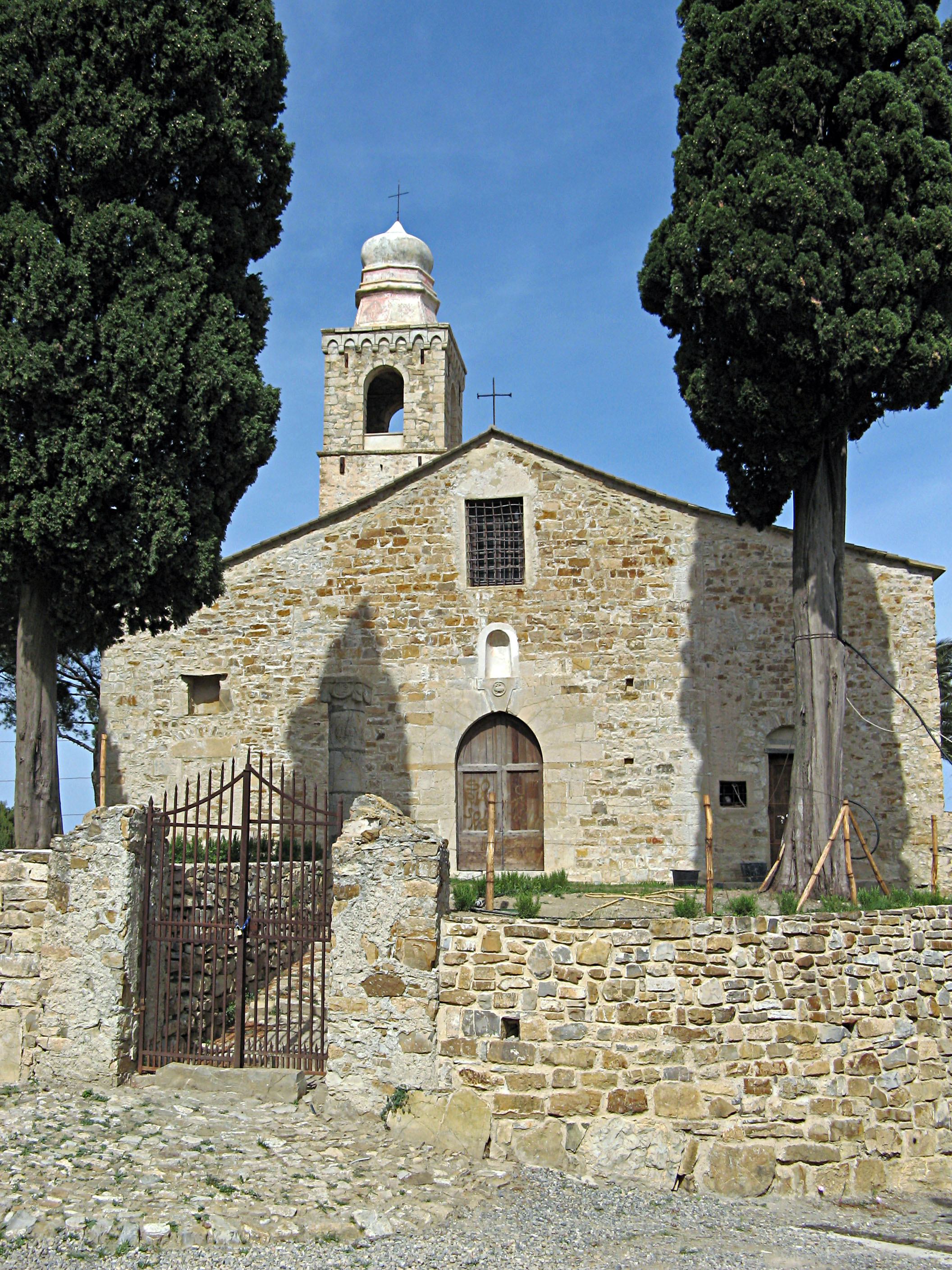
La chiesa di Sant'Antonio Abate

### Architetture religiose
- Chiesa parrocchiale di San Giovanni Battista nel capoluogo. Di forma ellittica, realizzata nel XVIII secolo, conserva alcune opere scultoree quali il Battesimo di Gesù e la Madonna.
- L'ex oratorio di San Carlo Borromeo nel capoluogo, orientato ad angolo retto con la parrocchiale.
- Chiesa di Sant'Antonio Abate del XII o XIII secolo. Qui era conservata la tela di San Sebastiano e santa Lucia, opera del pittore Emanuele Macario da Pigna e custodita all'interno del palazzo del municipio.
- Chiesa di San Sebastiano, lungo la direttrice per la frazione cipressina di Lingueglietta. Nascosta fra gli ulivi, la struttura a due navate è risalente al XV secolo. Tra i simboli religiosi scolpiti nei capitelli delle colonne vi è pure lo stemma nobiliare dei Lengueglia.

## Società

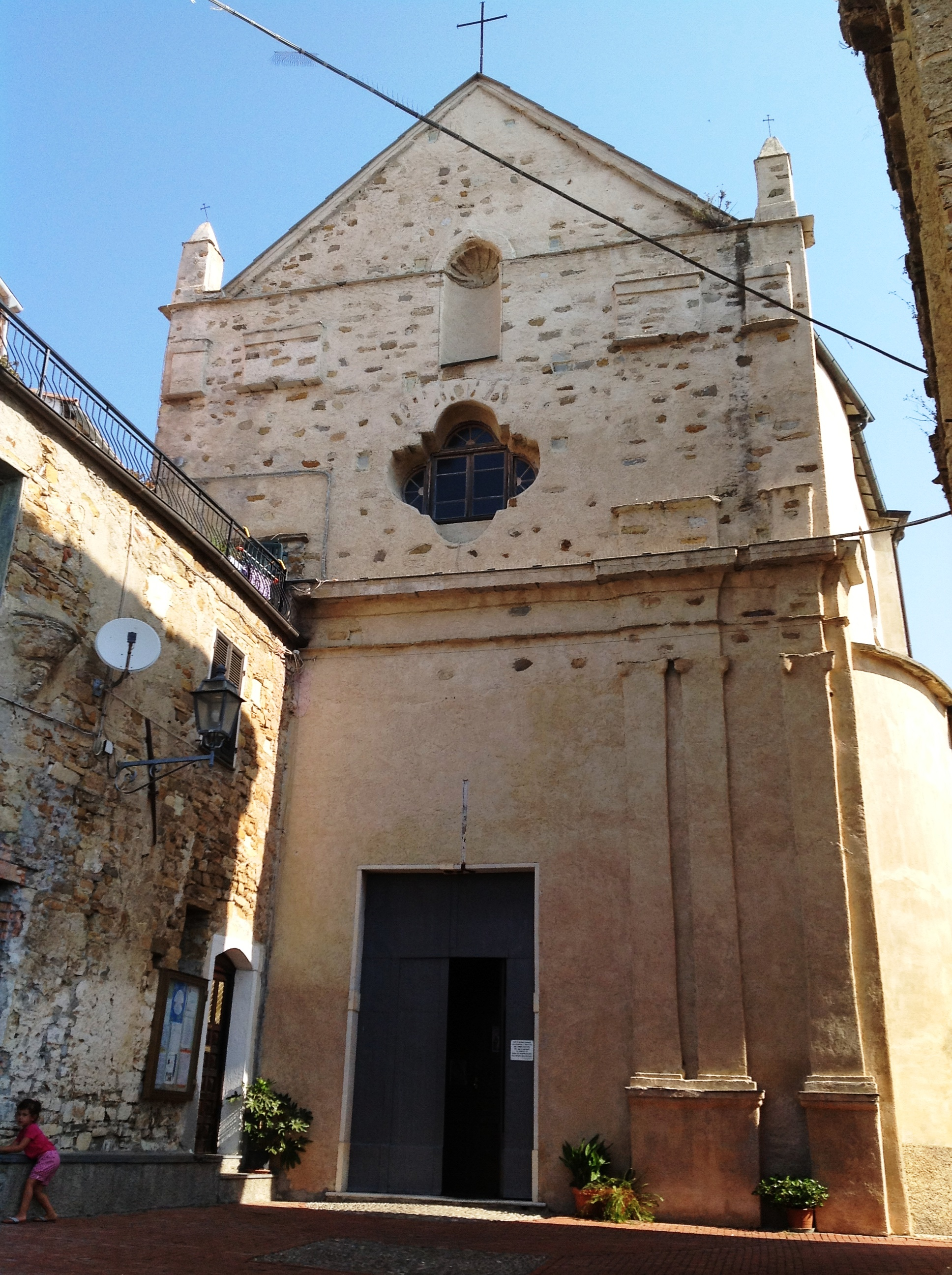
La chiesa parrocchiale di San Giovanni Battista

### Evoluzione demografica
Abitanti censiti

### Etnie e minoranze straniere
Secondo i dati Istat al 31 dicembre 2019, i cittadini stranieri residenti a Costarainera sono 69.

## Geografia antropica

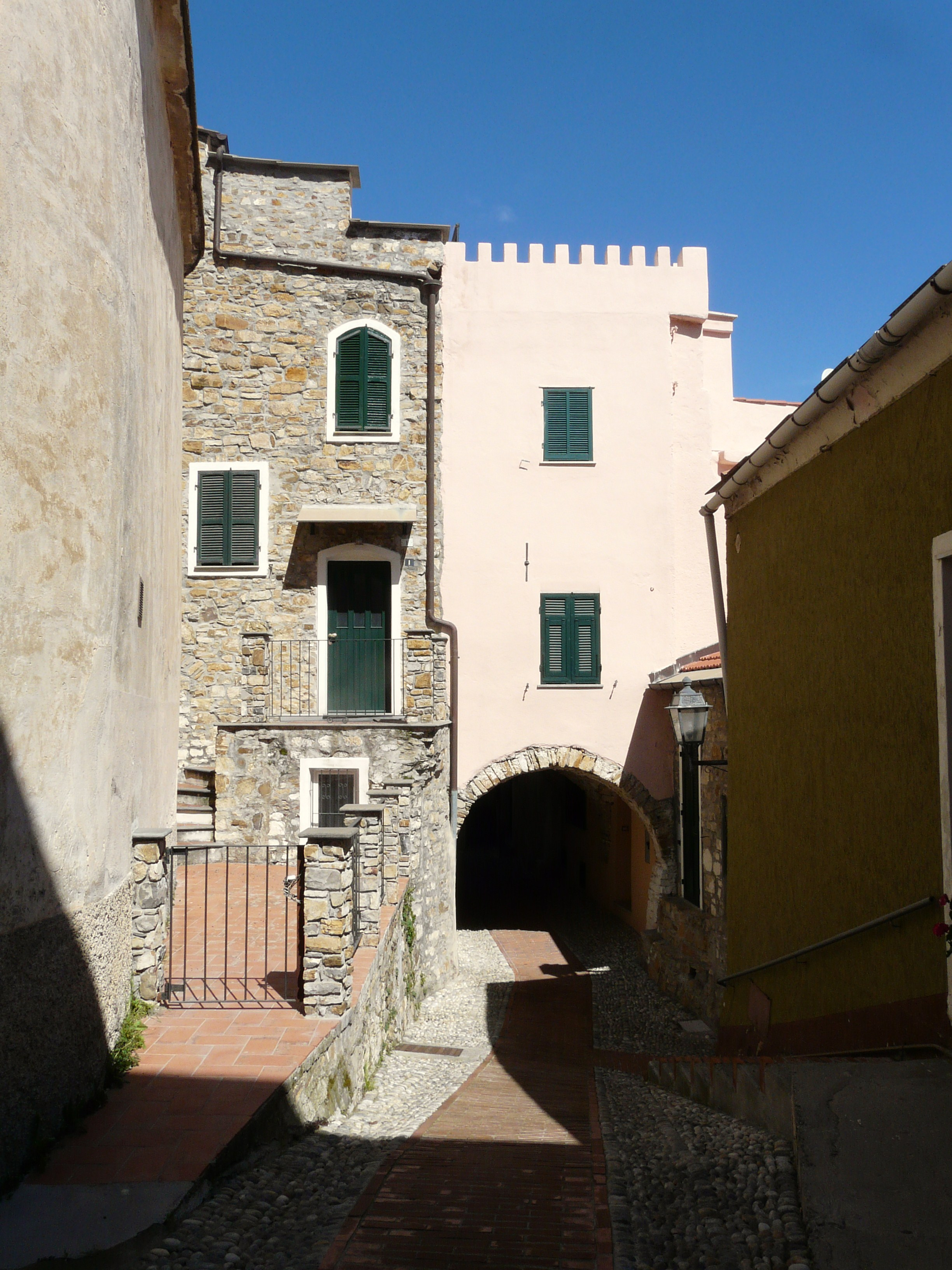
Scorcio del centro storico costengo

Il territorio comunale è costituito, oltre al capoluogo, dalla frazione di Piani per una superficie territoriale di 2,52 km².
Confina a nord, sud ed ovest con il comune di Cipressa, e ad est con San Lorenzo al Mare.

## Economia
Si basa principalmente sulla produzione agricola e sulla floricoltura.
Il territorio di Costarainera è in larga parte coltivato ad ulivi con produzione di olio extravergine di oliva.

## Infrastrutture e trasporti

### Strade
Il territorio comunale di Costarainera è attraversato principalmente dalla strada provinciale 47 che permette il collegamento stradale con la frazione cipressina di Lingueglietta, a nord, e, poi come provinciale 77, verso ovest nel comune di Cipressa. Verso meridione scorre inoltre un tratto della strada statale 1 Via Aurelia tra i due comuni di Cipressa (ovest) e San Lorenzo al Mare (est).

### Piste ciclabili
Il territorio comunale di Costarainera è attraversato dalla pista ciclabile della Riviera Ligure, lunga 24 km, che da ovest verso est collega i vari comuni costieri di Ospedaletti, Sanremo, Taggia, Riva Ligure, Santo Stefano al Mare, Cipressa, Costarainera e San Lorenzo al Mare lungo il vecchio tracciato della ferrovia Genova-Ventimiglia.

## Amministrazione

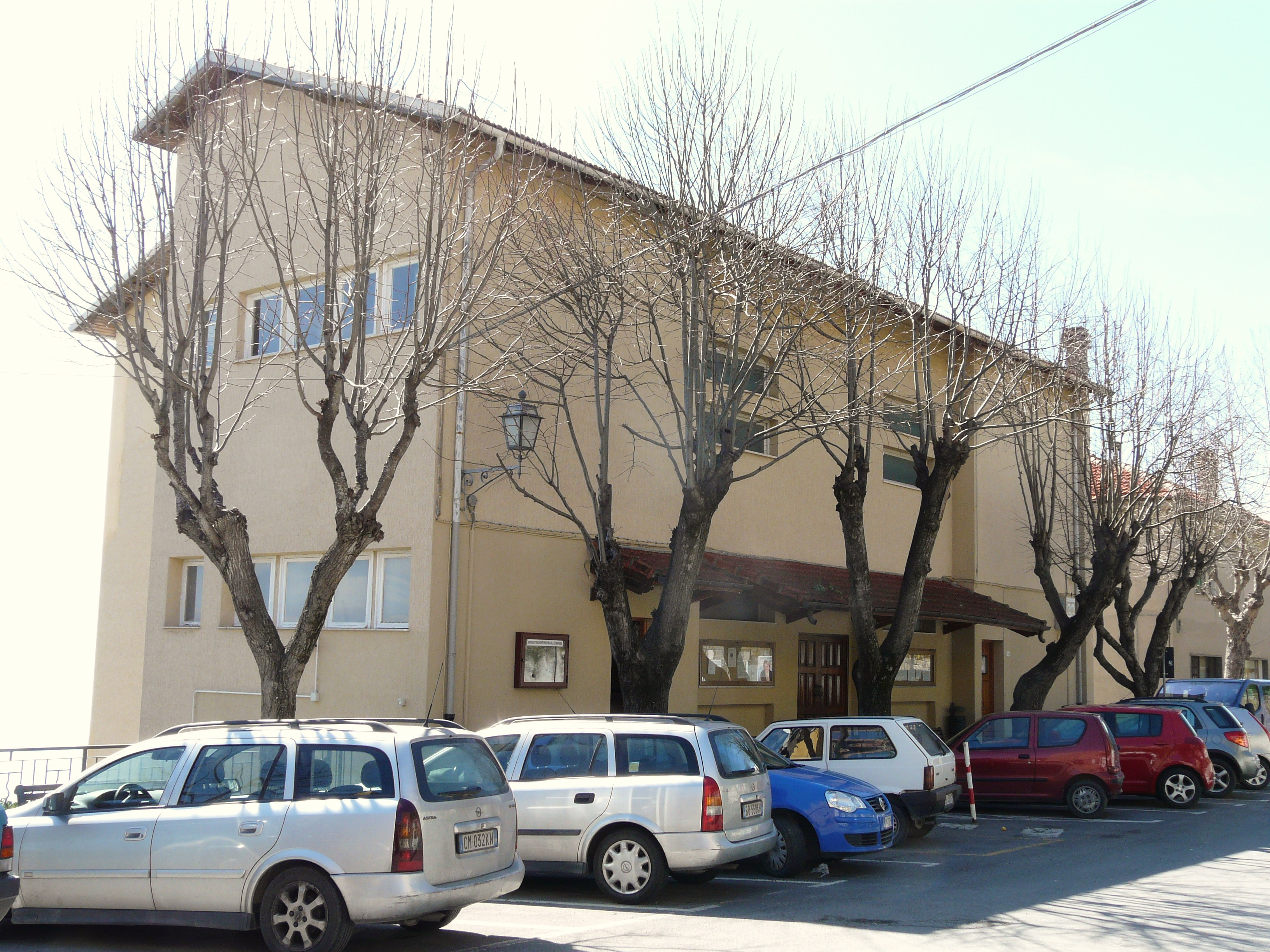
Il municipio

| Periodo        | Periodo        | Primo cittadino    | Partito                                  | Carica  | Note |
| -------------- | -------------- | ------------------ | ---------------------------------------- | ------- | ---- |
| 16 luglio 1988 | 7 giugno 1993  | Antonio Amerigo    | Democrazia Cristiana                     | Sindaco |      |
| 8 giugno 1993  | 28 aprile 1997 | Antonio Amerigo    | Democrazia Cristiana                     | Sindaco |      |
| 28 aprile 1997 | 14 maggio 2001 | Antonio Amerigo    | lista civica                             | Sindaco |      |
| 14 maggio 2001 | 30 maggio 2006 | Pietro Mareri      | lista civica                             | Sindaco |      |
| 30 maggio 2006 | 16 maggio 2011 | Pietro Mareri      | lista civica                             | Sindaco |      |
| 16 maggio 2011 | 6 giugno 2016  | Antonello Gandolfo | Continuità e rinnovamento (lista civica) | Sindaco |      |
| 6 giugno 2016  | 4 ottobre 2021 | Antonello Gandolfo | Continuità e rinnovamento (lista civica) | Sindaco |      |
| 4 ottobre 2021 | in carica      | Pietro Mareri      | Per Costarainera (lista civica)          | Sindaco |      |